# Girolamo Porro
Girolamo Porro (Padova, 1520 – Venezia, 1604) è stato un incisore italiano.

## Biografia
Nacque a Padova, ma lavorò durante la maggior parte della sua vita a Venezia. Fece incisioni per un libro intitolato Imprese illustri di diversificazione, pubblicato da Camillo Camilli nel 1535. Eseguì inoltre incisioni delle illustrazioni del Furioso di Ariosto, pubblicato a Venezia nel 1584, per la Diversificazione di funerali antichi popoli et natione, di Tommaso Porcacchi, pubblicato nel 1574, e i ritratti di Sommario delle vite de' Duchi di Milano di Scipione Barbuò, 1574. Le mappe nella traduzione di Girolamo Ruscelli della Geografia di Claudio Tolomeo, 1574, e le mappe in L'isole più famose del mondo di Porcacchi, pubblicato nel 1572.